# Región de cohesión Sureste
La región de cohesión Sureste (en checo: Region soudržnosti Jihovýchod) es una región de cohesión de la República Checa, y un área estadística Eurostat de la Nomenclatura de las Unidades Territoriales Estadísticas (NUTS) de nivel 2. Comprende la Región de Vysočina y la Región de Moravia Meridional. Cubre un área de 13.982 km².

## Economía
El producto interior bruto (PIB) de la región fue de 30,5 billones de € en 2018, lo que representa el 14,7% de la producción económica checa.  El PIB per cápita ajustado por el poder adquisitivo era de 25.300 €, el 84% de la media de la UE del mismo año.  El PIB por empleado fue también el 77% de la media de la UE.

## Divisiones
| (CZ-)NUTS 2                                                                | (CZ-)NUTS 2                            | NUTS 3                    | NUTS 3 | LAU 1                        | LAU 1  |
| región de cohesión                                                         | kód                                    | kraj                      | kód    | okres                        | kód    |
| -------------------------------------------------------------------------- | -------------------------------------- | ------------------------- | ------ | ---------------------------- | ------ |
| Región de cohesión Sureste                                                 | CZ06                                   | Región de Vysočina        | CZ063  | Distrito de Havlíčkův Brod   | CZ0631 |
| Región de cohesión Sureste                                                 | CZ06                                   | Región de Vysočina        | CZ063  | Distrito de Jihlava          | CZ0632 |
| Región de cohesión Sureste                                                 | CZ06                                   | Región de Vysočina        | CZ063  | Distrito de Pelhřimov        | CZ0633 |
| Región de cohesión Sureste                                                 | CZ06                                   | Región de Vysočina        | CZ063  | Distrito de Třebíč           | CZ0634 |
| Región de cohesión Sureste                                                 | CZ06                                   | Región de Vysočina        | CZ063  | Distrito de Žďár nad Sázavou | CZ0635 |
| Región de cohesión Sureste                                                 | CZ06                                   | Región de Moravia del Sur | CZ064  | Distrito de Blansko          | CZ0641 |
| Región de cohesión Sureste                                                 | CZ06                                   | Región de Moravia del Sur | CZ064  | Distrito de Brno-město       | CZ0642 |
| Región de cohesión Sureste                                                 | CZ06                                   | Región de Moravia del Sur | CZ064  | Distrito de Brno-venkov      | CZ0643 |
| Región de cohesión Sureste                                                 | CZ06                                   | Región de Moravia del Sur | CZ064  | Distrito de Břeclav          | CZ0644 |
| Región de cohesión Sureste                                                 | CZ06                                   | Región de Moravia del Sur | CZ064  | Distrito de Hodonín          | CZ0645 |
| Región de cohesión Sureste                                                 | CZ06                                   | Región de Moravia del Sur | CZ064  | Distrito de Vyškov           | CZ0646 |
| Región de cohesión Sureste                                                 | CZ06                                   | Región de Moravia del Sur | CZ064  | Distrito de Znojmo           | CZ0647 |
| \| Región de cohesión Sureste \| LAU 1 de la región de cohesión Sureste \| |                                        |                           |        |                              |        |
| Región de cohesión Sureste                                                 | LAU 1 de la región de cohesión Sureste |                           |        |                              |        |